# Архипелаг в огне
«Архипела́г в огне́» (фр. L’Archipel en feu) — историко-приключенческий роман французского писателя Жюля Верна, входящий в цикл «Необыкновенные путешествия». Написан в 1884 году.

## Публикации
- Первая публикация романа — в газете Le Temps, с 29 июня по 3 августа 1884 года. Первое книжное издание увидело свет 14 августа 1884 года.
- Первое иллюстрированное издание романа — 49 иллюстраций Леона Бенета — вышло 16 октября 1884 года. Также данный роман, вместе с романом «Южная Звезда», вошёл в состав девятнадцатого «сдвоенного» тома «Необыкновенных путешествий» — он вышел 13 ноября 1884 года.
- В конце 1884 года роман был издан в русском переводе редакцией газеты «Эхо».[1]

## Сюжет
Книга разбита на 15 глав.
Роман посвящён освободительной борьбе греческого народа против турецкого ига.
В центре повествования Николай Старкос, сын греческой патриотки Андроники, вставшей на путь освободительной борьбы против Османской империи . Николай Старкос переходит на сторону турецких войск, становится пиратом , промышляющим морским разбоем и работорговлей . Преступные дела сводят его с Элизундо, тайным банкиром пиратов на острове Корфу. Старкос мечтает жениться на дочери банкира Хаджине, чтобы овладеть семейным богатством. Хаджина встречает французского офицера, сражающегося на стороне Греции, Анри д’Альбаре. Молодой офицер влюбляется в Хаджину. Девушка отвечает взаимностью. Между Николаем Старкосом и Альбаре вспыхивает межличностный конфликт и на фоне военных действий, в которых герои занимают разные стороны, перерастает во вражду. Хаджина, пытаясь распутать этот любовный клубок, отказывает обоим женихам и скрывается в неизвестном направлении. После смерти отца Хаджина становится наследницей его состояния и ставит перед собой благородную цель употребить все деньги на освобождение невольников. Вместе со своим другом Ксарисом Хаджина выкупает на невольничьих рынках рабов и предоставляет им свободу. Анри вновь присоединяется к освободительной борьбе греческого народа, участвует в осаде Хиоса. Судьба его снова сталкивает с Андроникой Старкос, которую он уже встречал и спас в битве от смерти. Андроника, стремясь смыть позор сына, все свои силы отдает на дело освобождения греческого народа, участвуя в многочисленных битвах. Таинственный неизвестный (им оказывается Хаджина) предлагает Анри д’Альбаре стать капитаном корвета "Сифанта" и начать поиск пиратов в водахЭгейского моря . Главная цель экспедиции найти и наказать главаря пиратской флотилии Сакратифа. Поиски приводят главного героя на остров Скарпанто, где на невольничьем рынке Анри вновь встречает Николая Старкоса. Альбаре выкупает на аукционе ценой всего своего состояния всех невольников, чтобы они не попали в руки Старкоса. Среди пленников оказываются Хаджина, её друг Ксарис и Андроника. Влюбленные снова встречаются и строят планы свадьбы. Анри и его друзья быстро покидают остров, отправляясь в Грецию. Однако в открытом море корвет "Сифанта" окружает пиратская флотилия Сакратифа в составе 12 кораблей. Оказывается, что таинственный предводитель пиратов Сакратиф и Николай Старкос — это одно и то же лицо. После жестокого боя пираты берут "Сифанту" на абордаж и захватывают команду во главе с Анри в плен. Сакратиф планирует взорвать "Сифанту" и с ней всех пленников. Однако Ксарис вырывает фитиль из взрывчатки и неожиданно убивает Сакратифа ударом топора. Вырвавшиеся из трюмов матросы корвета освобождают Анри и изгоняют пиратов. Пираты, оставшиеся без своего предводителя, в смятении отступают. Андроника умирает от скорби рядом с телом своего сына. "Сифанта" благополучно прибывает в Грецию. Андронику с почестями хоронят в греческой земле, а её сына предателя Николая Старкоса просто выкидывают за борт в море. Анри и Хаджина женятся и обретают выстраданное ими счастье. В войну против Турции вступает Россия. Греция получает независимость.

## Факты
- Действие романа происходит в 1827—1828 годах, незадолго до освобождения Греции от власти турок.